# Werner Ogris

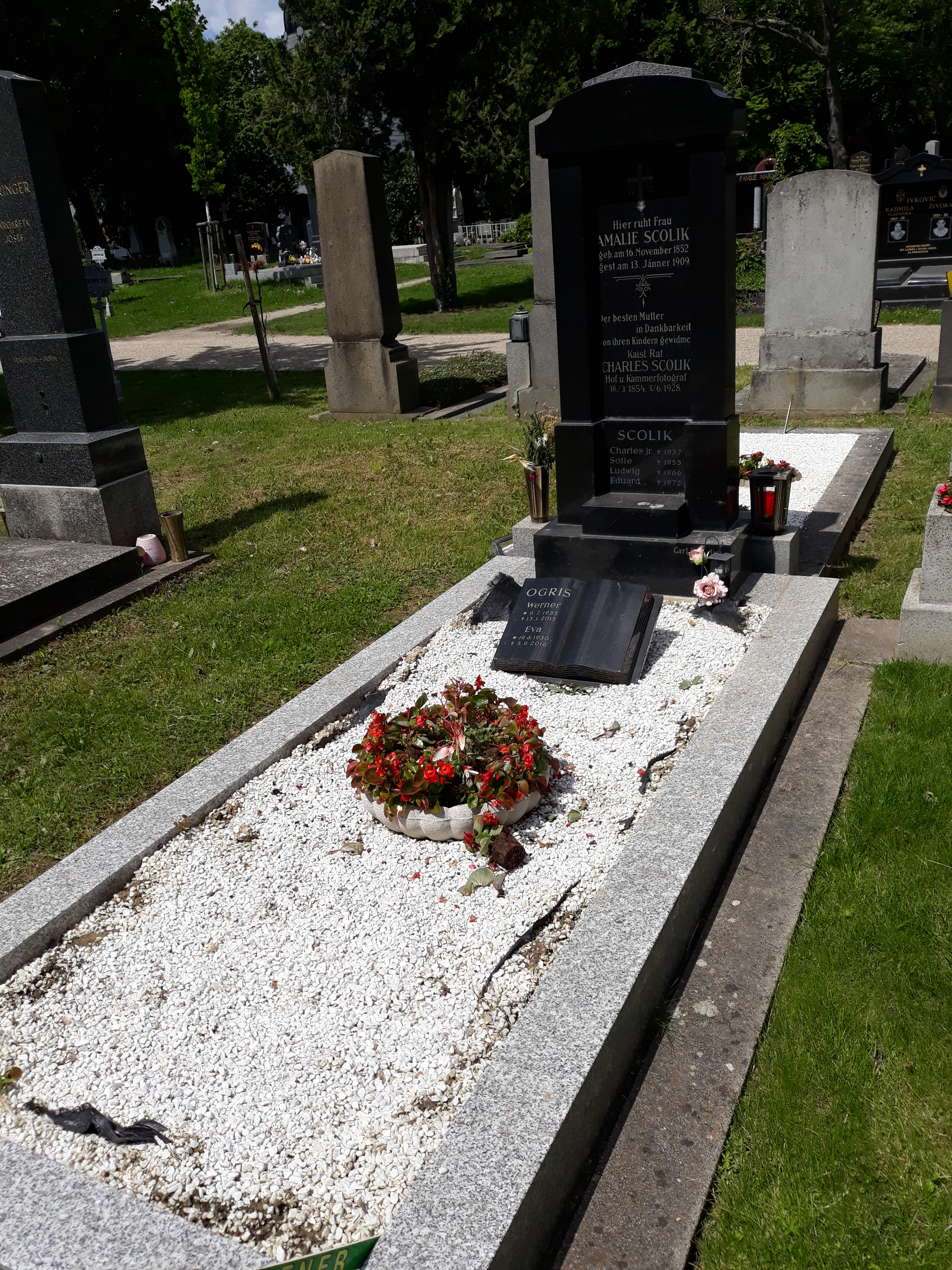
Das Grab von Werner Ogris und seiner Ehefrau Eva geborene Scolik auf dem Zentralfriedhof Wien

Werner Ogris (* 9. Juli 1935 in Wien; † 13. Jänner 2015 ebenda) war ein österreichischer Rechtshistoriker, Professor an der Universität Wien und wirkliches Mitglied der Österreichischen Akademie der Wissenschaften.

## Leben
Ogris' Familie zog nach seiner Geburt nach Wels, wo er 1954 die Matura ablegte. Er studierte in Wien, wo er das Studium der Rechtswissenschaften am 12. Dezember 1958 mit der Promotion abschloss.
Ab 1. April 1958 war Werner Ogris als wissenschaftliche Hilfskraft bei Hans Lentze am damaligen Institut für österreichische und deutsche Rechtsgeschichte an der juridischen Fakultät der Universität Wien tätig. Eine seiner ersten Arbeiten war ein Werk zum mittelalterlichen Leibrentenvertrag, das 1961 publiziert wurde. Werner Ogris erhielt dafür den Theodor-Körner-Preis. Im gleichen Jahr wurde er zum Hochschulassistenten ernannt. Einer seiner Lehrer und Förderer an der Fakultät war der damalige Dekan Heinrich Demelius. Am 16. Februar 1962 erfolgte die Habilitation für Deutsches Recht (deutsche Rechtsgeschichte) und Österreichische Verfassungs- und Verwaltungsgeschichte.
Werner Ogris wurde ab 1. Oktober 1962 an die Freie Universität Berlin berufen. Er war damals der jüngste ordentliche Professor an einer deutschen Universität. Seine Vorlesung zur Verfassungs- und Verwaltungsgeschichte von Brandenburg-Preußen als erster Berliner Professor seit 1945 wurde auch außerhalb der Universität als aufsehenerregend beachtet.
Mit 1. August 1966 wurde Werner Ogris an die Wiener Universität zurück berufen. Er übernahm dort die zweite, damals neu gegründete Lehrkanzel für Deutsches Recht und Österreichische Verfassungs- und Verwaltungsgeschichte. Sein langjähriger Institutskollege wurde Rudolf Hoke. Bis zu seiner Emeritierung 2003 blieb er über 37 Jahre dem Institut für Rechtsgeschichte an der Wiener juridischen Fakultät treu. Seine Hauptvorlesungen aus Deutschem Privatrecht, Österreichischer und Europäischer Privatrechtsentwicklung, seine Funktionen als Prüfer bei Staats- und (seit 1981) Diplomprüfungen sowie Rigorosen bezeichneten für Generationen von Jusstudenten in Wien wesentliche Studienabschnitte.
Werner Ogris war von 1966 bis 1977 und von 1997 bis 2003 Vorstand des Instituts für Rechtsgeschichte. Für das Studienjahr 1972/73 wurde er zum Dekan der juridischen Fakultät gewählt. 1992 war er Gastprofessor an der University of Kansas, im Herbst 1996 an den Universitäten Tokyo und Kyoto. 2004 wurde Werner Ogris Professor an der Rechtswissenschaftlichen Hochschule in Pressburg (Bratislava) (Bratislavská Vysoká Škola Práva-BVŠP), 2005 war er dort Dekan. 1972 wurde er korrespondierendes, 1975 wirkliches Mitglied der philosophisch-historischen Klasse der Österreichischen Akademie der Wissenschaften. An der Akademie war er Leiter der Kommission für Rechtsgeschichte Österreichs, die aus der früheren Kommission für die Savigny-Stiftung hervorgegangen war. 1985 wurde er Auswärtiges Mitglied der Sächsischen Akademie der Wissenschaften, 1988 der Königlich-Niederländischen Akademie der Wissenschaften. Er war Mitglied der Vereinigung für Verfassungsgeschichte.
Werner Ogris war von 1968 bis 1992 Herausgeber der Zeitschrift der Savigny-Stiftung für Rechtsgeschichte, Germanistische Abteilung (SZGer oder ZRG). Er gab für die Kommission für Rechtsgeschichte Österreichs der Österreichischen Akademie der Wissenschaften historische österreichische Rechtsquellen heraus: Die Fontes Rerum Austriacarum, Dritte Abteilung: Fontes iuris. Gemeinsam mit Rudolf Hoke war Werner Ogris Mitveranstalter des 31. Deutschen Rechtshistorikertags in Wien im September 1996.
Kernbereiche der wissenschaftlichen Arbeiten Werner Ogris’ waren die Privatrechtsgeschichte des Mittelalters und die österreichische Verfassungs- und Verwaltungsgeschichte. Er hat ungefähr 140 Artikel für das Handwörterbuch zur deutschen Rechtsgeschichte (HRG) verfasst. Werner Ogris hat eine Reihe von Arbeiten über rechtliche Zusammenhänge im Leben bekannter Persönlichkeiten wie Goethe, Mozart, Maria Theresia verfasst, die teilweise unter dem Sammelbegriff „Tatort Rechtsgeschichte“ (allein dort 45 Aufsätze) publiziert sind.
Werner Ogris betreute mit Wilhelm Brauneder, Herbert Hofmeister und Thomas Olechowski drei Habilitationen, darüber hinaus 15 Dissertationen. Die Zahl der Dissertationen ist im Vergleich zur Zahl der rund elftausend Studenten, die Werner Ogris in Vorlesungen, Pflichtübungen, Seminaren betreute oder zu prüfen hatte, gering, weil nach älteren Studienordnungen das juridische Doktorat in Österreich keine Dissertation, sondern nur die Ablegung von mündlichen Prüfungen (Rigorosen) erforderte.
Ogris war verheiratet und hatte zwei Söhne.

## Auszeichnungen
Werner Ogris hat mehrere akademische Ehrungen und Preise erhalten, so 1993 Ehrendoktorate der Karls-Universität Prag und der Comenius-Universität Bratislava. Er erhielt 1997 den Brüder-Grimm-Preis der Philipps-Universität Marburg. 1998 wurde ihm die Ehrenmedaille der Universität Prag zum Gedenken an die Gründung der Universität am 7. April 1348 überreicht und 2003 das Große Silberne Ehrenzeichen für Verdienste um die Republik Österreich (1952).

## Werke (Auswahl)
Das Schriftenverzeichnis von Werner Ogris enthält weit über 100 Titel. Sie umfassen in der Werksammlung, die anlässlich der Emeritierung herausgegeben wurde, die S. 809–831. Die folgenden Veröffentlichungen bezeichnen nur die Kerngebiete der Arbeiten von Werner Ogris.
- Der mittelalterliche Leibrentenvertrag. Ein Beitrag zur Geschichte des deutschen Privatrechts (= Wiener Rechtsgeschichtliche Arbeiten. Band VI). Wien-München 1961.
- Die Konventualenpfründe im mittelalterlichen Kloster. In: Österreichisches Archiv für Kirchenrecht. Jahrgang 1962, S. 104–143.
- Der Entwicklungsgang der österreichischen Privatrechtswissenschaft im 19. Jahrhundert (= Schriftenreihe der Juristischen Gesellschaft). Berlin 1968.
- Die Wissenschaft des gemeinen römischen Rechts und das österreichische allgemeine bürgerliche Gesetzbuch. In: Helmut Coing, Walter Wilhelm: Wissenschaft und Kodifikation des Privatrechts im 19. Jahrhundert. Band 1 (= Studien zur Rechtswissenschaft des neunzehnten Jahrhunderts. Band 1). Frankfurt 1974, S. 153–172.
- Die Rechtsentwicklung in Cisleithanien 1848–1918. In: Adam Wandruszka, Peter Urbanitsch: Die Habsburgermonarchie 1848–1918. Band 2: Verwaltung und Rechtswesen. Wien 1975, S. 538–662.
- Periodisierungsprobleme der Rechtsgeschichte. In: Bericht über den dreizehnten österreichischen Historikertag in Klagenfurt, veranstaltet vom Verband Österreichischer Geschichtsvereine in der Zeit vom 18. bis 21. Mai 1976 (= Veröffentlichungen des Verbandes Österreichischer Geschichtsvereine. Band 21). Klagenfurt 1977.
- Recht und Staat bei Maria Theresia. In: Zeitschrift der Savigny-Stiftung für Rechtsgeschichte, Band 98. Jahrgang 1981, S. 1–29.
- Joseph II. Staats- und Rechtsreformen. In: Peter F. Barton: Im Zeichen der Toleranz. Aufsätze zur Toleranzgesetzgebung des 18. Jahrhunderts in den Reichen Josephs II., ihren Voraussetzungen und Folgen (= Studien und Texte zur Kirchengeschichte und Geschichte, Zweite Reihe, Band 8). Eigenverlag des Instituts für protestantische Kirchengeschichte. Wien 1981, S. 109–151.
- Verbietet mir keine Zensur! Goethe und die Pressefreiheit. In: Dieter Wilke: Festschrift zum 125-jährigen Bestehen der Juristischen Gesellschaft zu Berlin. Berlin-New York 1984, S. 509–527.
- Zwischen Absolutismus und Rechtsstaat. In: Richard Georg Plaschka, Grete Klingenstein u. a.: Österreich im Europa der Aufklärung. Kontinuität und Zäsur in Europa zur Zeit Maria Theresias und Josephs II. Internationales Symposion in Wien 20.–23. Oktober 1980, Band 1. Wien 1985, S. 365–376.
- 1884–1984. Einhundert Jahre Rechtswissenschaften im Hause am Ring. In: Günther Hamann, Kurt Mühlberger, Franz Skacel: 100 Jahre Universität am Ring. Wissenschaft und Forschung an der Universität Wien seit 1884 (= Schriftenreihe des Universitätsarchivs, Universität Wien. Band 3). Wien 1986, S. 43–64.
- Jacob Grimm und die Rechtsgeschichte. In: Jacob und Wilhelm Grimm. Vorträge und Ansprachen in den Veranstaltungen der Akademie der Wissenschaften und der Georg-August-Universität in Göttingen anlässlich der 200. Wiederkehr ihrer Geburtstage am 24., 26. und 28. Juni 1985 in der Aula der Georg-August-Universität in Göttingen. Göttingen 1986, S. 65–96.
- Gesetzgebung und Rechtswissenschaft um 1900. In: Peter Berner, Emil Brix, Wolfgang Mantl: Wien um 1900. Aufbruch in die Moderne. Wien 1986. S. 232–241.
- Friedrich der Große und das Recht. In: Oswald Hauser: Friedrich der Große in seiner Zeit (= Neue Forschungen zur brandenburgisch-preußischen Geschichte. Band 8). Köln-Wien 1987, S. 47–92.
- Zur Geschichte der Grundherrschaft in Österreich vom 17. bis zum 19. Jahrhundert. In: Les Communautés rurales V: Europe occidentale et Amérique. Synthèse Générale. Recueils de la Société Jean Bodin pour l’histoire comparative des institutions XLIV. Bruxelles 1987, S. 167–178.
- Zur Entwicklung des Versicherungsaufsichtsrechts und des Versicherungsvertragsrechts in Österreich von der Mitte des 19. Jahrhunderts bis zum Ende der Monarchie. In: Wolfgang Rohrbach: Versicherungsgeschichte Österreichs. Band 2: Die Ära des klassischen Versicherungswesens. Herausgegeben vom Verband der Versicherungsunternehmen Österreichs. Wien 1988, S. 1–152.
- Zur Geschichte und Bedeutung des österreichischen Allgemeinen bürgerlichen Gesetzbuches (ABGB). In: Johan Erauw, Boudewijn Bouckaert, Hubert Bocken, Helmut Gaus, Marcel Storme: Liber Memorialis François Laurent 1810–1887. Brüssel 1989, S. 373–394.
- Horitsuka Seijika toshiteno Goethe (= Goethe als Jurist und Staatsmann). Ins Japanische übersetzt von Akira Wani. In: Nichidokuhougaku 13. 1989, S. 54–67.
- Joseph von Sonnenfels und die Entwicklung des österreichischen Strafrechts. In: Luigi Berlinguer: La „Leopoldina“. Criminalità e giustizia criminale nelle riforme del settecento Europeo X. Milano 1990, S. 459–482.
- Unter Mitarbeit von Gabriele Schneider: Zur Geschichte des Zivilprozessrechts in Österreich im 18. und 19. Jahrhundert. In: Università degli studi di Perugia. Consiglio nazionale delle Ricerche: L’Educazione Giuridica VI: Modelli storici della procedura continentale (= Edizione scientifiche Italiane), 1994, S. 499–515.
- King for sale. Der Würzburger Vertrag zwischen Herzog Leopold V. und Kaiser Heinrich VI. über die Auslieferung König Richards I. vom 14. Februar 1193. In: Karel Malý, Ladislav Soukup: Pocta prof. JUDr. Karlu Malému, DrSc. k 65. narozeninám. Praha: Vydavatelství Karolinum, Univerzita Karlova 1995. ISBN 80-7184-092-0.
- Vom Galgenberg zum Ringtheaterbrand. Auf den Spuren von Recht und Kriminalität in Wien. Wien-Köln-Weimar 1997, ISBN 3-205-98611-3.
- Mozart im Familien- und Erbrecht seiner Zeit. Verlöbnis. Heirat. Verlassenschaft. Wien 1999, ISBN 3-205-99161-3.
- Gemeinsam mit Paul Oberhammer: Introduzione: Il regolamento generale della procedura giudiziaria del 1781. Ins Italienische übersetzt von Cesare Andreolli und Francesco Ricci. In: Nicola Picardi, Alessandro Giuliani: Testi e documenti per la storia del processo IV. Regolamento giudiziari di Giuseppe II 1781. Milano 1999, S. XXIX–LX.
- Die Universitätsreform des Ministers Leo Graf Thun-Hohenstein. Festvortrag anlässlich des Rektorstages im Großen Festsaal der Universität Wien am 12. März 1999. Zum Gedenken an Hans Lentze, 14. März 1909 – 24. März 1970 (= Wiener Universitätsreden. Neue Folge, Band 8). Wien 1999, ISBN 3-85114-503-8.
- Tatort Rechtsgeschichte. Ereignisse aus der historia iuris als Rätsel dargestellt und mit Lösungen versehen. Mehrere Bände, auch Studienunterlagen: Wien 1994, ISBN 3-214-06091-0. Wien 1998, ISBN 3-214-06146-1. Wien 2001, ISBN 3-214-06166-6 und (Arbeitsheft) ISBN 3-214-06165-8. Darin beispielsweise
  - Hochmut kommt vor dem Fall oder Ein Schlachten war’s, nicht eine Schlacht zu nennen. Wie Habsburg nach Österreich kam. Tatort Rechtsgeschichte, Fall 21. In: Juristische Ausbildung und Praxis – JAP 1996/97, S. 201–202 (Fall), 266–267 (Lösung).
  - Ira principis mors est! oder: Nimmt einer die Frau seines Bruders, so ist das Befleckung … Sie sollen kinderlos bleiben (Lev XX, 21). Heinrich VIII. und das Eherecht seiner Zeit. Tatort Rechtsgeschichte, Fall 22. In: JAP 1996/97, S. 263–265 (Fall), JAP 1997/98, S. 66–67 (Lösung).
  - Chi non lavora non mangia! oder: Mir bleibt doch gar nichts erspart auf dieser Welt! Das Attentat auf Kaiserin Elisabeth 1898. Tatort Rechtsgeschichte, Fall 23. In: JAP 1997/98, S. 72–73 (Fall), 135–136 (Lösung).
  - Fiat iustitia et pereat mundus!(?) Die Affäre Kohlhase 1532–40. Tatort Rechtsgeschichte, Fall 24. In: JAP 1997/98, S. 133–134 (Fall), 199–200 (Lösung).
- Joseph v. Sonnenfels: Grundsätze der Polizey (= Bibliothek des deutschen Staatsdenkens, Band 12). München 2003, ISBN 3-406-51021-3.
- Gemeinsam mit Thomas Olechowski: Elemente europäischer Rechtskultur (Prvky európskej právnej kultúry) I und II. (Učebné Texty Bratislavskej Vysokej Školy Práva), Bratislavská Visoká Škola Práva, Wien-Bratislava 2005 (Deutsch mit slowakischer Übersetzung).
- Talion (Rechtsgeschichtlich). In: Religion in Geschichte und Gegenwart (RGG). Band 8.  2005, ISBN 978-3-16-149514-4, Sp. 22–23.
- Die Zensur in der Ära Metternich. In: Humaniora. Medizin – Recht – Geschichte. Festschrift für Adolf Laufs zum 70. Geburtstag. Berlin-Heidelberg-New York 2006, ISBN 978-3-540-28439-0, S. 243–256.
- Die Verlassenschaftsabhandlung nach W. A. Mozart. In: Mozart. Experiment Aufklärung im Wien des ausgehenden 18. Jahrhunderts. Essayband zur Mozart-Ausstellung. Herausgegeben von Herbert Lachmayer, Da Ponte Institut Wien. Ostfildern 2006, ISBN 978-3-7757-1689-5, S. 831–842.
- Ubi sponsa ibi sponsalia. W. A. Mozarts Eheschließung mit Konstanze Weber am 4. August 1782. In: Nova & Varia. Zeitschrift des Juristenverbandes. Heft 3. Wien 2006, S. 143–145.
- Gemeinsam mit Leopold Auer und Eva Ortlieb: Höchstgerichte in Europa. Bausteine frühneuzeitlicher Rechtsordnungen (= Quellen und Forschungen zur höchsten Gerichtsbarkeit im Alten Reich. Band 53). Köln-Wien 2007, ISBN 978-3-412-20035-0.